# 刘建章旧居
刘建章旧居建于1920年代，是原珲春县县委书记，景县县委书记，北平市委市民工作委员会书记，华北人民抗日联军第九军区政治部主任，华北人民抗日自卫委员会冀南特派员，冀南武邑县县长，冀南五专署专员、军分区政治部主任，冀南行署副主任，冀中行署副主任，石家庄铁路局局长，华北交通部副部长，华北军运司令员，北平市军管会交通部部长，天津铁路局副局长，中华人民共和国铁道部部长、党组书记、顾问，中华体育总会副主席，中国老年人体育协会主席刘建章在天津的故居，始建于1920年代，坐落于天津原河北新区的三马路（今河北区三马路114号），目前为一般保护等级历史风貌建筑。

## 建筑
刘建章旧居始建于二十世纪二十年代，主楼为二层砖石结构带地下室的中西合璧式建筑，过梁为石材，建筑外立面为青砖清水墙并装饰有混凝土花饰。建筑顶部为欧式风格坡屋顶并设有老虎窗和凉台，檐部出挑，屋顶间山墙采用六边形窗和断山花。建筑内部铺有彩色地砖。院落入口处装饰有拱形门结合放射形砖砌造型。